# 科伦戈
科伦戈，是西班牙阿拉贡自治区韦斯卡省的一个市镇。总面积41平方公里，总人口114人（2018年），人口密度3人/平方公里。